# Sogliano Cavour
Sogliano Cavour – miejscowość i gmina we Włoszech, w regionie Apulia, w prowincji Lecce.
Według danych na rok 2004 gminę zamieszkiwało 4089 osób, 817,8 os./km².